# Colpomenia peregrina
Espèce
Colpomenia peregrina, aussi appelée Voleuse d'huîtres, est une espèce d'algues brunes de la famille des Scytosiphonaceae. 
Elle forme des boules creuses qui se remplissent d'air à marée basse et flottent à marée haute. Lorsque l'algue est fixée à une huître, elle peut ainsi l'emporter hors du parc à huîtres. 
Originaire des côtes pacifiques, elle a été introduite sur les côtes françaises de Bretagne et Normandie au début du XXe siècle, probablement avec des naissains d'huîtres importés, et elle fait maintenant partie de la flore atlantique. 